# Nisstjärnen
Nisstjärnen är en sjö i Vansbro kommun i Dalarna och ingår i Dalälvens huvudavrinningsområde. Sjön har en area på 0,0572 kvadratkilometer och ligger 236,1 meter över havet.

## Delavrinningsområde
Nisstjärnen ingår i det delavrinningsområde (672010-141852) som SMHI kallar för Ovan Rälgdiket. Medelhöjden är 247 meter över havet och ytan är 5,16 kvadratkilometer. Räknas de 5 avrinningsområdena uppströms in blir den ackumulerade arean 38,41 kvadratkilometer. Hulan som avvattnar avrinningsområdet har biflödesordning 3, vilket innebär att vattnet flödar genom totalt 3 vattendrag innan det når havet efter 312 kilometer. Avrinningsområdet består mestadels av skog (32 procent) och sankmarker (35 procent). Avrinningsområdet har 0,21 kvadratkilometer vattenytor vilket ger det en sjöprocent på 4 procent.